# Змейка (приток Веронды)
Зме́йка — река в России, протекает по Новгородскому району Новгородской области, но исток реки находится в Батецком районе у границы с Новгородским районом. Устье реки находится в 20 км от устья Веронды по левому берегу, у деревни Сутоки. Длина реки составляет 30 км, площадь водосборного бассейна — 134 км².
На реке стоят деревня Вашково Ермолинского сельского поселения, ниже — Богданово и Сутоки Борковского сельского поселения.

## Данные водного реестра
По данным государственного водного реестра России относится к Балтийскому бассейновому округу, водохозяйственный участок реки — Бассейн оз. Ильмень без рр. Мста, Ловать, Пола и Шелонь, речной подбассейн реки Волхов. Относится к речному бассейну реки Нева (включая бассейны рек Онежского и Ладожского озера).
Код объекта в государственном водном реестре — 01040200512102000025096.